# Alive Till I'm Dead
Alive Till I'm Dead è l'album di debutto del rapper britannico Professor Green, pubblicato il 19 luglio 2010. L'album figura la partecipazione di vari artisti fra cui Lily Allen, Emeli Sandé e Labrinth.

## Tracce
CD Virgin CDV3080 / 6334572 (EMI) / EAN 5099963345728
1. Kids That Love to Dance (featuring Emeli Sandé) - 2:46
2. Just Be Good to Green (featuring Lily Allen) - 3:24
3. I Need You Tonight (featuring Ed Drewett) - 3:45
4. City of Gold - 4:02
5. Oh My God (featuring Labrinth) - 3:51
6. Jungle (featuring Maverick Sabre) - 3:13
7. Do for You - 4:21
8. Falling Down - 3:53
9. Monster (featuring Example) - 3:08
10. Closing the Door (featuring Fink) - 4:00
11. Where Do We Go (featuring Shereen Shabanaa) - 3:47
12. Goodnight - 4:43

iTunes bonus track
1. Crying Game (featuring The Streets) - 3:55

Play.com bonus track
1. "All to Myself - 4:25

## Classifiche
| Classifica (2010) | Posizione più alta |
| ----------------- | ------------------ |
| Regno Unito       | 2                  |